# Units per la fortuna
Units per la fortuna (títol original: Lucky Partners) és una pel·lícula de comèdia romàntica estatunidenca de 1940 protagonitzada per Ronald Colman i Ginger Rogers. Dirigida per Lewis Milestone per a RKO Radio Pictures, està basada en la pel·lícula de 1935 de Sacha Guitry Bonne Chance. La pel·lícula va ser l'única parella cinematogràfica de Colman i Rogers, i l'onzena i última pel·lícula de Rogers escrita per Allan Scott. Està doblada al català.

## Argument
Dos desconeguts comparteixen un tiquet d'un sorteig i després s'embarquen en una lluna de mel imaginària.

## Repartiment
- Ronald Colman com David Grant
- Ginger Rogers com Jean Newton
- Jack Carson com Frederick Harper
- Spring Byington com tieta Lucy
- Cecilia Loftus com Mrs. Alice Sylvester
- Harry Davenport com Jutge
- Leon Belasco com Nick #1
- Walter Kingsford com Wendell
- Lucile Gleason com mare de l'Ethel
- Helen Lynd com Ethel

## Producció
Quan es va fer evident que el llavors desconegut Jack Carson estava intimidat actuant al costat de Colman i Rogers, el director Milestone va reforçar la seva confiança:
"Cada vegada que entrava en una escena", va relatar Milestone, "deia:" Entra-hi i llança. No són millors que tu. Roba aquesta escena". Finalment s'hi va apoderar. Va adquirir confiança".

## Recepció
La pel·lícula va tenir un gran èxit entre la crítica, va recaptar gairebé el doble del seu pressupost i va obtenir un benefici de 200.000 dòlars.
Bosley Crowther de The New York Times va assenyalar que les històries de pantalla, "com els vins, no sempre són bons viatgers", ja que poden patir quan la trama i la història s'adapten d'un idioma i país a un altre. Lucky Partners, va afirmar, "no és clarament una d'aquestes ocasions". En augmentar la seva comparació amb el vi, va continuar: "Els artesans de RKO han conservat el seu bouquet intacte, i el resultat és una comèdia seca i brillant i bombollejant fins a l'última gota". La pel·lícula "va conservar l'encant descarat i l'enginy ondulant del mateix senyor gal Guitry ", i altres motius del seu èxit són perquè Allan Scott i John Van Druten van tractar el guió "tan bé com fins i tot el senyor Guitry podia exigir" i aquest director, Lewis Milestone, "ha puntuat les escenes amb habilitat i mai va permetre que l'efervescència s'escapés en una sola rialla explosiva".
The Evening Independent va assenyalar que aquesta era la primera parella de pantalla de Ronald Colman amb Ginger Rogers. Van escriure "la pel·lícula és un entreteniment excel·lent malgrat la trama més aviat capritxosa", i que "Colman fa el seu treball suau habitual d'actuació i Ginger Rogers torna a demostrar el seu toc hàbil per a la comèdia lleugera".
El Los Angeles Times va escriure que "és un cop d'espectacle, combinar la vivaç Miss Rogers amb el preciós Ronald Colman".
The Age va escriure que l'adaptació d'una obra de Sacha Guitry es podria comparar amb "doctorar" una obra de Noël Coward, però que la direcció de Lewis Milestone de l'adaptació és "entretinguda i dona a Ginger Rogers un marge per al seu talent únic".
El Lawrence Journal-World va escriure que la pel·lícula "representa una fusió espectacular de Ronald Colman i Ginger Rogers",